# Геліодор з Емеси
Геліодор (дав.-гр. Ἡλιόδωρος; III або IV століття) — давньогрецький письменник, автор любовно-авантюрного твору «Ефіопіка» — одного з головних зразків античного роману. Біографічні відомості не збереглися. У заключному слові до свого роману Геліодор представляється читачеві фінікійцем, сином Теодосія з Емеси в Сирії.
Роман Геліодора мав неймовірний успіх в античному світі й у Європі нового часу. Він був улюбленим читанням візантійців. Скаліґер, автор знаменитої Поетики, ставив його вище за Енеїду, його високо цінував Монтень, а Сервантес написав за зразком Ефіопіки твір Подорожі Персілеса та Сигізмунди. Серед послідовників Геліодора можна назвати також Кальдерона, Торквато Тассо, Мадлен де Скюдері. Сцени з роману Геліодора писав Рафаель. Його цитував Шекспір. Расін знав роман напам'ять. Безліч наслідувань романові Геліодора з'явилося у галантній літературі Франції і Німеччині XVII–XVIII ст.